# آرا دقتریکیان
آرا آلفردی دقتریکیان (ارمنی: Արա Ալֆրեդի Դեղտրիկյան؛ ۱۴ فوریهٔ ۱۹۶۵ – ۱۸ مارس ۲۰۲۵) بازیگر، راوی، گوینده اخبار و مجری تلویزیونی اهل ارمنستان بود.

## زندگی
وی در ۱۴ فوریهٔ ۱۹۶۵ در ایروان به دنیا آمد و از مدرسه شماره ۱۹ نیکول آقبالیان (۱۹۸۲) و انستیتو دولتی هنری و نمایشی ایروان فارغ‌التحصیل شد. کارینه آجمیان همسر وی بود. از سال ۱۹۹۴ در تئاتر کمدی موزیکال پارونیان فعالیت می‌کرد. وی همچنین برندهٔ جوایزی همچون هنرمند افتخاری جمهوری ارمنستان (۲۰۱۰) شد. وی در ۱۸ مارس ۲۰۲۵ در سن ۶۰ سالگی درگذشت.